# Battaglia di Norada
La battaglia di Norada (野良田の戦い?, Norada no tatakai) si svolse nel 1560 nella provincia di Ōmi tra i clan Azai e Rokkaku.
Azai Nagamasa era stato precedentemente un servitore del clan Rokkaku ma cercò di rendersi indipendente da essi; fu così che Rokkaku Yoshikata cercò di consolidare il suo potere attraverso la sottomissione degli Azai.
Rokkaku Yoshikata raccolse un esercito di circa 25 000 uomini guidato da Gamō Katahide che si scontrò con le forze nettamente inferiori di Azai Nagamasa, che erano meno della metà, contando solo 11 000 uomini. Le truppe del clan Dodo, che combatteva dalla parte degli Azai erano guidate da Dodo Kuranosuke e furono le prime ad attraversare il fiume Uso spostandosi verso sud, dove si scontrarono con le truppe Gamō. Mentre le forze di Dodo e Gamō si scontrano, le forze Narazaki e Tanaka (alleate ai Rokkaku) attaccano il fianco dei Dodo uccidendo Kuranosuke e costringendo il resto delle truppe a ritirarsi. Le forze Rokkaku si spostarono poi su Norada.
Nagamasa creò una diversione che permise a una forza d'élite di attaccare direttamente la forza principale di Yoshikata costringendolo al ritiro. Le forze Azai non le seguirono. I Rokkaku lasciarono sul campo circa 940 morti e gli Azai ne persero circa 400. Il clan Asakura inviò dei rinforzi per aiutare il clan degli Azai tuttavia la battaglia finì prima del loro arrivo.
Poco dopo questa battaglia Azai Nagamasa ereditò il controllo del clan Azai da suo padre Hisamasa.
Il clan Rokkaku cadde nel caos con numerosi servitori che iniziarono a mettere in discussione la leadership di Yoshikata; da questa grave sconfitta il clan iniziò un periodo di costante declino.